# Петриченко Олександр Тихонович
Олександр Тихонович Петриченко (*15 червня 1923, Половинчик — †21 листопада 2008 Чигирин) — український поет.

## Життєвий і творчий шлях
Народився 15 червня 1923 року в селі Половинчик, нині Монастирищенський район Черкаської області Україна, в селянській сім'ї.
Після закінчення 7-го класу Попуднянської, та 8-го — Монастирищенської шкіл навчався в школі СЗН в місті Києві, де і застала його Друга світова війна.
Після війни Петриченко закінчив училище культури в місті Олександрії Кіровоградської області.
Через всю свою поезії проніс Олександр Тихонович любов до своїх рідних, товаришів, земляків, до рідних сіл Половинчика, Попудні, куди ходив до школи і де написав перші свої вірші, до мальовничої Черкащини. Він стає членом Черкаської обласної організації Національної спілки письменників України (НСПУ). Брав участь у клубі Незалежних українських письменників «Оратанія». Жив у місті Чигирині.

## Творчий доробок
В активі творчого доробку поета вже набралося майже два десятки поетичних збірок і основні з них, це:
- «Життєва нива» — збірка віршів;
- «Подих древності» — поезія;
- «Земля мого роду» — поезія;
- «Тебе не забува моя родина» — поезія;
- «Шляхами козацької слави» — поема, вірші;
- «А молодість не вернеться» — вибрані поезії;
- «Безсмертний лицар духу і волі» — художньо-іст. поема;
- «Стежками Чигиринщини іду» — поезія;

В поетичні збірки ввійшли найкращі твори автора, такі як: «Верни мене у літо», «Всміхнися весні», «Гімн школі», «Дитинство», «Доле ти моя», «Лебедина ідилія», «Минулі молоді літа», «Побачення», «Подвиг», «Ранок», «Стежками рідного краю», «Травневий цвіт», «Українка», «Ходить дівчина до калини», «Хочу колосом шуміти», та багато інших.